# عضة كلب نينورتا-باكيدات
عضة كلب نينورتا-باكيدات، والمعروفة أيضًا باسم حكاية الطبيب الأمي في نفر، هو نص مكتوب باللغة الأكدية وبكتابة مسمارية، سُجِّل على اللوح الطيني، من عهد الملك مردوخ بلاصو إقبي من بابل. ويتضمن أحد أقدم الأمثلة على الفكاهة البذيئة.

## الرجل من نفر والكاهن من إيسن
وفقًا للكلوفون، فقد كُتب النص "لتعليم كتبة المتدربين في الوركاء". وقد حظي باهتمام أكاديمي كبير منذ أن نُشر لأول مرة عام 1979 على يد أنطوان كافينيو، حين "لم يكن النص مفهوماً بشكل صحيح"، مما يمكن الاستنتاج منه أنه لم يفهم النكتة.
شخص يُدعى نينورتا-باكيدات، وهو شقيق نينورتا-شا-كونّا-إيرامو وابن أخت إنليل-نِفّرو-آنا-أشريشو-تِر (وهي أسماء عبثية)، من نفر، تعرض لعضة كلب، وهو رمز غولا، إلهة الشفاء. لجأ إلى أمل-بابا، كاهن من إيسن، الذي وبعد أن تلا التعويذة المناسبة المضادة لمرض داء الكلب:

## الرحلة إلى نفر وسوء الفهم
كان على أمل-بابا أن يسافر إلى نفر لتحصيل أجره. وعند وصوله، التقى ببلتيا-شَرّت-أبسو ("التي تعتني بالحديقة المسماة وفرة إنليل وتجلس في قطعة أرض في شارع اليمين تبيع الخضروات")، وهي ابنة رائِم-كِني-مردوخ، التي أصرت على التحدث معه باللغة السومرية (لغة نفر القديمة قبل قرون عديدة)، مما تسبب في الكثير من سوء الفهم عندما ظن أنها تسخر منه، فتعرض لتهديد بالطرد من المدينة على يد حشد غاضب من الكتبة المتدربين ومعهم أقراص الطين التدريبية.
وعلى الرغم من جهود أجيال من الآشوريين المحدثين، مثل إيريكا راينر ("لماذا تسبّني؟")، فقد ظلّت النكتة غامضة، حتى تُمكن ترجمة الرد السومري: en.nu.dúr.me-en إلى "أيها السيد، أنا ضرّاط"، مما حدد العمل كأحد أوائل الأمثلة على الفكاهة البذيئة ذات الطابع المرح.

## وصلات خارجية
- عضة كلب نينورتا-باكيدات على موقع eTACT